# والاس كايل
والاس كايل (بالإنجليزية: Wallace Kyle)‏ هو سياسي أسترالي، ولد في 22 يناير 1910 في كالغورلي في أستراليا، وتوفي في 31 يناير 1988 في المملكة المتحدة. انتخب حاكم أستراليا الغربية ‏ (24 نوفمبر 1975 – 30 سبتمبر 1980).